# Alfredo Codacci Pisanelli
Alfredo Codacci Pisanelli, nato Codacci, cognome modificato per adozione, (Firenze, 7 agosto 1861 – Roma, 21 febbraio 1929) è stato un giurista e politico italiano.

## Biografia
Alfredo Codacci Pisanelli nacque da Luigi Codacci, che morì pochi giorni dopo la sua nascita, e Bianca Naldini che, nell’aprile 1869, sposò in seconde nozze il celebre giurista e Ministro del Regno d'Italia, Giuseppe Pisanelli, che lo adottò per testamento.
Laureatosi in Giurisprudenza nel 1883 a Napoli e specializzatosi l'anno successivo a Berlino, nel 1885, appena ventiquattrenne, cominciò la sua carriera universitaria che lo vide docente presso le università di: Camerino, Pavia, Pisa e Roma. Si distinse come intellettuale reazionario, specialmente per la sua opera del 1891, "Il dogma della Sovranità popolare" che egli, per l'appunto, rifiutava.
Fu deputato del Regno per otto legislature, dal 1897 al 1929, militando nelle file della Destra storica e aderendo poi al fascismo. Fu Sottosegretario di Stato al Tesoro, una prima volta dal 28 dicembre 1904 al 31 marzo 1905, e poi di nuovo dal 13 febbraio al 31 maggio 1906 e Sottosegretario di Stato all’Agricoltura Industria e Commercio dal 14 dicembre 1909 al 2 aprile 1910.
Suo figlio, Giuseppe, è stato deputato e ministro della Repubblica italiana.

## Opere
- L’Azione popolare, 1887
- Legge e Regolamento, 1891
- Il dogma della Sovranità popolare, 1891
- L’eccesso di potere nel Contenzioso Amministrativo, 1892
- Scritti di Diritto pubblico, 1900
- Lezioni di Diritto amministrativo, 1901
- Lezioni di scienza dell’amministrazione, 1928